# Phrynus marginemaculatus
Phrynus marginemaculatus är en spindeldjursart som beskrevs av Carl Ludwig Koch 1840. Phrynus marginemaculatus ingår i släktet Phrynus och familjen Phrynidae. Inga underarter finns listade i Catalogue of Life.